# نیروی دریایی اسپانیا

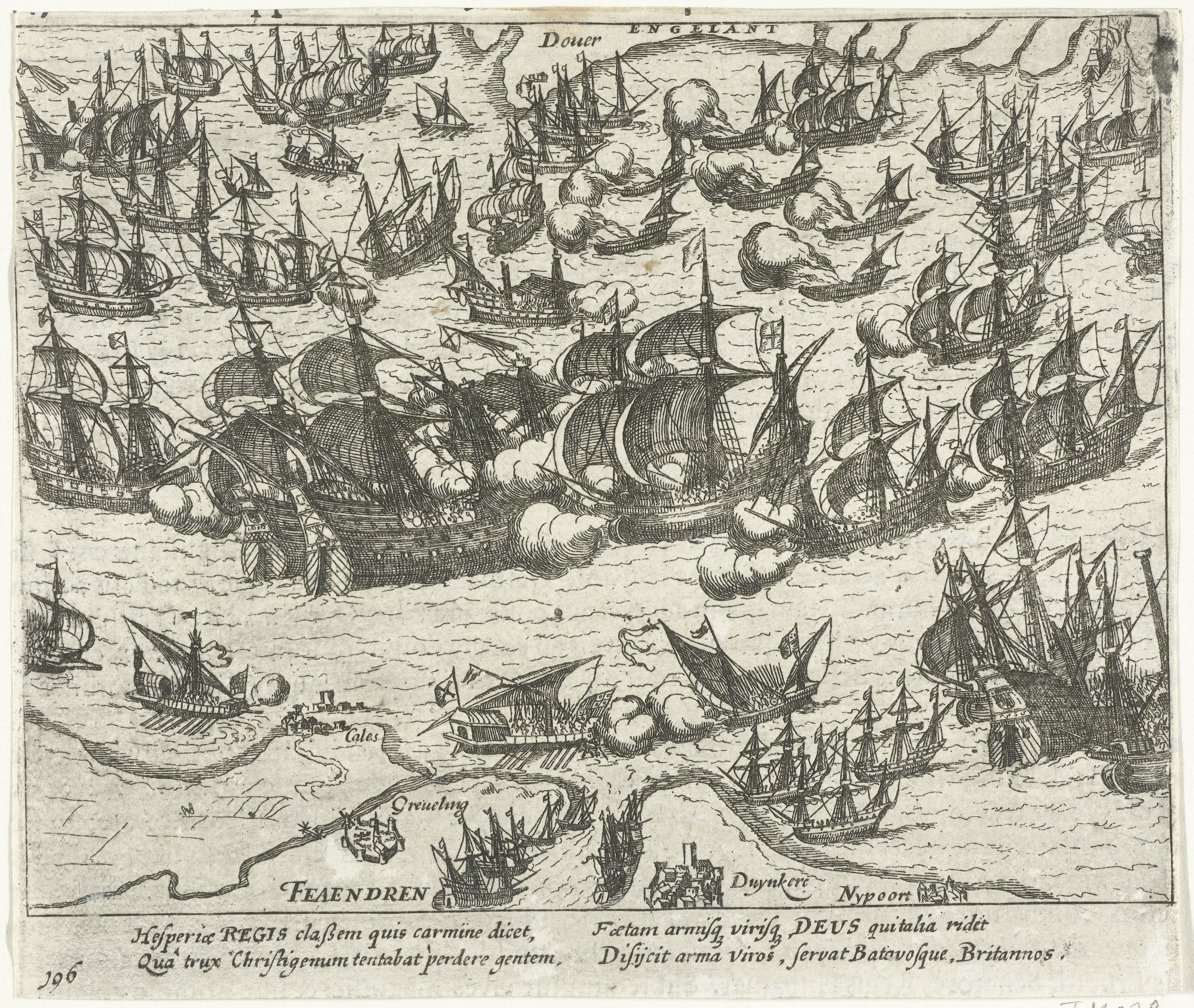
نگاره‌ای قدیمی از نیروی دریایی اسپانیا

نیروی دریایی اسپانیا (به اسپانیایی: Armada Española‎) شاخه‌ای از نیروهای مسلح اسپانیا است، که وظیفه نیروی دریایی را در سازمان نظامی این کشور برعهده دارد و یکی از قدیمی‌ترین نیروهای دریایی فعال در جهان به‌شمار می‌آید. نیروی دریایی اسپانیا در سده‌های ۱۶ و ۱۷ میلادی، بزرگ‌ترین ناوگان دریایی نظامی را در اختیار داشت و بازوی لجستیک امپراتوری اسپانیا محسوب می‌شد. نیروی دریایی اسپانیا هم‌اکنون ۱۳۸ فروند کشتی و ۵۹ فروند هواپیمای جنگنده در اختیار دارد و تعداد پرسنل فعال آن بیش از ۲۰ هزار نفر برآورد می‌شود.